# Terencio Sierra
Terencio Esteban Sierra Romero (nacido el 26 de diciembre de 1849, Comayagua y falleció el 25 de octubre de 1907 en Diriomo, Granada, Nicaragua) fue político, militar con el grado de General de División y tipografista, y además vigésimo octavo Presidente de Honduras en el periodo del 1 de febrero de 1899 al 1 de febrero de 1903.

## Biografía

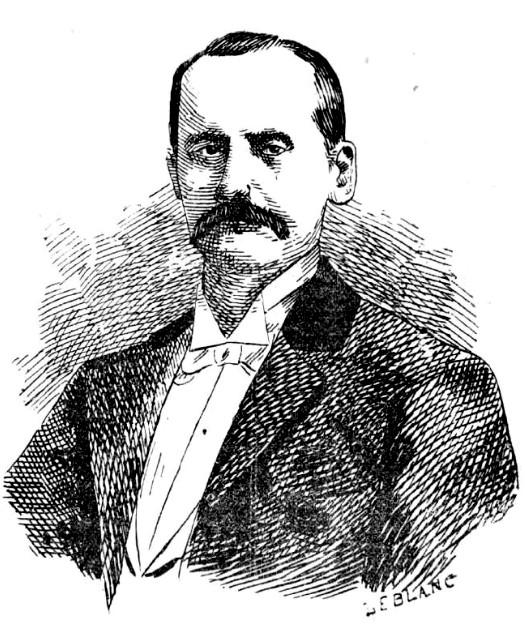
Dibujo de Sierra

Terencio Esteban Sierra Romero, nació en fecha 26 de diciembre de 1849, en el municipio de Coray, sus padres fueron Manuel Esteban Sierra y Lucrecia Romero, ambos eran residentes y propietarios de terrenos en la localidad de Coray en el departamento de (Valle), en la república de Honduras; Sierra Romero falleció en la localidad de Diriomo, Granada, república de Nicaragua el 25 de octubre de 1907, días antes de cumplir sus 58 años de edad. Terencio, realizó sus estudios de Gramática Latina y Castellana, Filosofía, Derecho Civil y Canónico, después de tres años de estudios se graduó de Bachiller en Filosofía en el Colegio Tridentino de Comayagua, seguidamente hizo sus estudios de Derecho en la Academia Literaria de Tegucigalpa que pasaría a ser la Universidad Nacional de Honduras, que no concluyó, en dicho tiempo se hospedaba en la residencia del señor Rafael Alvarado Manzano. Terencio aprendió el oficio de tipografista en la Imprenta de Lupario Romero. Después se traslada a residir a la república de El Salvador donde consigue un trabajo en el oficio de tipógrafo y se especializa en la práctica como perito agrimensor. Viaja por varios países de América, desempeñando trabajos de contralor de barcos. Luego tiene la oportunidad de viajar a los Estados Unidos de Norte América en donde realiza estudios de ingeniería, y obtuvo Diploma de Ingeniería Civil y Militar en Mar y Tierra, asimismo sostiene instrucción militar en la Escuela Superior de Guerra en el Imperio Alemán.

### Trayectoria militar
Cuando las tropas del general Ponciano Leiva se situaron en la ciudad de Santa María de Comayagua en el mes de diciembre de 1872; Terencio Sierra, siendo oficial del ejército se destaca por sus conocimientos en ingeniería al máximo, militarmente hablando y previo a la capitulación del 13 de enero de 1873 y ponerle fin a las hostilidades, Sierra fue ascendido al grado de Coronel.
Terencio Sierra en la administración del doctor Marco Aurelio Soto(1876-1883) fue nombrado para ejecutar importantes proyectos para la nación, como ser: Instalación de líneas telegráficas y el cable submarino de la Isla de Amapala a tierra firme.
Seguidamente Director del periódico "La Voz del Golfo", editado en la Isla de Amapala, publicando noticias a favor del gobierno de Marco Aurelio Soto, seguidamente por problemas con el gobernante Soto, huye a la república de Nicaragua. Más tarde durante la administración del general Luis Bográn se traslada a la república de El Salvador, para luego regresar a su país adoptivo Nicaragua. El 27 de noviembre de 1891; Terencio Sierra, encabeza un movimiento armado contra el gobierno de Ponciano Leiva, con el apoyo de las poblaciones del sur de Honduras su movimiento, obliga que el gobierno del general Leiva, decreta "El Estado de Sitio" en las ciudades de Choluteca y de Tegucigalpa, confrontación que se sofocó sin hechos relevantes.
El 18 de abril de 1897, el presidente de turno doctor Policarpo Bonilla le asciende a Comandante de las Fuerzas de Honduras, para contrarrestar la rebelión de Enrique Soto, proclamado presidente por las masas levantadas en Puerto Cortés, en el mes de mayo del mismo año, los subversivos se encuentran derrotados totalmente y el general Sierra se gana el apoyo multitudinario del pueblo hondureño.

### Candidatura presidencial
Terencio Sierra, se reunió el 14 de enero de 1898 con el entonces presidente Policarpo Bonilla, quien le convocó junto a otros correligionarios liberales, para octubre del mismo año, con el fin de elegir un candidato presidencial, después de hechas las votaciones los resultados fueron: general Terencio Sierra 48 votos, general José María Reina Bustillo 4 votos, general Manuel Bonilla 2 votos y general Dionisio Gutiérrez 1 voto. el candidato oficial a la Presidencia por el Partido Liberal, Terencio Sierra ya estaba listo junto al general José María Reina Bustillo, para el período de 1899-1903. Sierra tomó posesión del cargo el 1 de febrero de 1899 y que finalizaría el 30 de enero de 1903; previamente en fecha 26 de marzo de 1901, fallecería en Cané, monseñor Manuel Vélez Obispo de Comayagua que había permanecido en la república de El Salvador exiliado durante la presidencia de Policarpo Bonilla.
El intento de Sierra por permanecer en el poder tras las elecciones de 1902, donde ganó el conservador siendo su candidato el general Manuel Bonilla Chirinos supusieron su caída, acto que aprovechara el doctor Juan Ángel Arias Boquín para hacerse del gobierno, quedando su fugaz presidencia como "El Gobierno usurpador" siendo depuesto por el general Bonilla.

## Su gobierno
Se le debe al Gobierno constitucional de Terencio Sierra que desde 1899, se dio inicio a unos de los acontecimientos más importantes en la vida económicos de la República de Honduras, cuando la empresa Vacaro Brother´s Company de New Orleans, fundadores de la Standard Fruit & Steamship Company, que se conocería más tarde como: The Standard Fruit Co., inauguró su primera ruta de exportación con el primer barco de bananas desde Honduras hacia New Orleans. La fruta hondureña encontró buena acogida en el mercado norteamericano y consecuentemente abrió las sendas a más exportaciones y para el año 1902 se construyeron las vías locales del Ferrocarril Nacional de Honduras en la costa norte del país, para acomodarse a la expansión en la producción de las plantaciones de banana.
En la Batalla de Namasigue ocurrida en 1907, Sierra luchó al lado de los nicaragüenses contra sus compatriotas hondureños que estaban unidos a los salvadoreños.
- Terencio Sierra falleciere de paro cardíaco en la localidad de Diriomo, Granada, República de Nicaragua el 25 de octubre de 1907, a la edad de 58 años.

### Membresía
El General Terencio Sierra, fue miembro de la Masonería, en la actualidad existe una Logia con su nombre, la Respetable Logia Terencio Sierra n.º 6 que se encuentra afiliada a la Gran Logia de Honduras.

## Homenaje póstumo
Instituto Terencio Sierra de Nacaome, creado el 26 de enero de 1962 mediante acuerdo número 211 de Palacio Nacional, siendo presidente de la república Ramón Villeda Morales y como alcalde Julio Reyes Díaz.